# 大同市实验中学
40°4′6″N 113°23′48″E / 40.06833°N 113.39667°E
大同市实验中学是成立于2005年7月1日的一所市属寄宿制完全中学，位于大同市经济技术开发区道坛街。
首任校长赵兴华。2005年秋开始招收第一届初、高中学生，高中为大同市第一批次录取，并招收宏志班。

## 简介
2021年时，学校是隶属于大同市教育局的事业单位。

### 校园环境
学校有高中教学楼一座、初中教学楼一座、实验楼一座、电教楼一座、图书馆一座，有先进的电化教育设备。学生食堂两座和教师食堂。学生公寓楼4座。标准400米塑胶操场一座、体育馆一座。